# Едуард Лимонов
Едуард Венијаминович Лимонов (рус. Эдуард Вениаминович Лимонов; Дзержинск, 22. фебруар 1943 — Москва, 17. март 2020) био је руски писац и дисидент, те оснивач и вођа опозиционе Национал-бољшевичке партије Русије, касније партије Друга Русија. У више наврата залагао се за савез националиста и комуниста, али није добио већу подршку.

## Биографија
Рођен је 1943. године у Дзержинску, а школу је завршио у Харкову. Стихове је почео да пише у 15. години, али их совјетски издавачи нису прихватили. Касније се преселио у Москву где је радио разне послове - био је продавац, монтажер, а запослен је био и у ливници.
У САД је емигрирао 1974. године, а касније је живео у Француској чије је држављанство добио 1987. године. У Русију се вратио 1991. и наредне године добио и руско држављанство.
Поред руског, говорио је енглески и француски језик.

## Односи према Србима
Лимонов је снажно подржавао Србију и Републику Српску, као и Републику Српску Крајину током ратова 90-их година. Приказан је у BBC-јевом документарцу у којем се у друштву Радована Караџића налази на положајима српске армије око Сарајева, такође је у наведеном документарцу приказан како пуца из митраљеза на Сарајево.
1995. године је објавио чланак „Лимонка у Хрватској“, у коме оштро осуђује хрватску акцију Олуја, и снажно подржава Републику Српску Крајину.

## Ратови
Едуард Лимонов је учествовао као руски добровољац у ратовима у Југославији, на страни Срба.
Такође је учествовао као руски добровољац у сукобу између Грузије и Абхазије, на страни Абхазије.
Учествовао је и у рату између Придњестровља и Моладивје, као руски доборвољац, на страни Придњестровља.

## Контроверзе
1995. године Едуард Лимонов је објавио „Црну листу народа”, у којој говори да су Хрвати, Чечени, Ингуши, Летонци и Чеси, злочиначки народи, због чега је против њега била поднета кривична пријава.
2001. године је био ухапшен због нелегалне куповине наоружања, и због организовања и наоружавања Руских паравојних формација у Казахстану, због овога је 2003. осуђен на четири године затвора, али је пуштен на условну слободу.